# Tendra és la nit
Tendra és la nit (títol original en anglès: Tender Is the Night) és una pel·lícula estatunidenca dirigida per Henry King, estrenada el 1962, segons la novel·la Tender Is the Night de Francis Scott Fitzgerald. Ha estat doblada al català. L'any 1963 va estar nominada a l'Oscar a la millor cançó original per Sammy Fain (música) i Paul Francis Webster (lletra) per la cançó "Tender Is the Night".

## Argument[3]
Finals dels anys 20. El doctor Richard, un prestigiós psiquiatre que treballa en una famosa clínica mental suïssa, comença a tractar l'atractiva Nicole Warren, una jove americana de classe alta que pateix greus trastorns emocionals.

## Repartiment
- Jennifer Jones: Nicole Diver
- Jason Robards: Doctor Richard 'Dick' Diver
- Joan Fontaine: Baby Warren
- Tom Ewell: Abe North
- Cesare Danova: Tommy Barban
- Jill St John: Rosemary Hoyt
- Bea Benaderet: Sra. McKisco
- Charles E. Fredericks: M. Albert Charles McKisco
- Sanford Meisner: Doctor Franz Gregorovious
- Mac McWhorter: Colis Clay
- Albert Carrier: Louis

## Producció
Primera versió cinematogràfica el 1962, de la darrera novel·la de F. Scott Fitzgerald, Oferta Tendra és la nit, va tenir un tractament generós (set milions de dòlars) en aquesta versió com a minisèrie britànico-australiano-americana.
Situada a Europa en els tempestuosos anys Vint, la trama està centrada en el matrimoni tempestuós entre el fastiguejat psiquiatre Dick Diver (Jason Robards) i la social, bella i esquizofrènica Nicole Warren (Jennifer Jones). Un repartiment internacional va fer una feina excel·lent que imitava la "Lost Generation" de la qual Fitzgerald era el portaveu principal. El guió, d'Ivan Moffat (Destins encreuats, Gegant, El nen del dofí), es basava en la versió "cronològicament reeditada" de 1951 de la novel·la preparada per Malcolm Cowley.
Primera emissió per la BBC2 de la Gran Bretanya en sis episodis de 55 minuts des del 23 de setembre fins al 28 d'octubre de 1985.

## Rebuda
- «Tot i que molt inferior al seu original literari, és un drama molt entretingut...Bona fotografia.» (Fernando Morales, El País).[4]